# AMIS II
 (mai 2019).
L’action de soutien civilo-militaire à la mission de l’Union africaine au Darfour, abrégée AMIS II, est une opération de l'Union européenne lancée en juillet 2005 et terminée en décembre 2007. Elle est relayée par la mission des Nations unies, la MINUAD. 

## Historique
En 2004, après les violents conflits qui agitent la région du Darfour, Soudan, les combattants signent un cessez-le-feu et l'Union africaine met sur pied une mission d'observation de celui-ci, dénommée AMIS. Cette mission sera renforcée quelques mois plus tard, en octobre 2004, afin de protéger les civils et les travailleurs humanitaires et de renforcer la surveillance du cessez-le-feu. En avril 2005, Alpha Oumar Konaré, alors président de l’Union africaine, demande à l'Union européenne l'envoi de personnels pour soutenir la mission africaine. Le contexte très instable et l'insécurité qui règnent dans la région retarderont la décision de l'UE qui approuvera, finalement, la mission AMIS II en juillet 2005.  

## Composantes
La mission européenne comprend deux volets, civil et militaire, dont la coordination avec l'Union africaine est assurée par le Finlandais Pekka Haavisto, désigné comme Représentant spécial de l’UE au Soudan. Dans son aspect militaire, la mission est sous le conseil du colonel français Philippe Mendez et s'occupe principalement de fournir équipements et moyens, une assistance technique, des formations, ainsi que des observateurs militaires. Sur le plan civil, sous la houlette du policier britannique Douglas Brand, AMIS II apporte un soutien à la chaîne de commandement de la police, des formations et un soutien au développement de la police de l'Union africaine. 

## Sources